# Morane-Saulnier AI
Morane-Saulnier AI (Type AI) là một mẫu máy bay tiêm kích của Pháp, do hãng Morane-Saulnier chế tạo trong Chiến tranh thế giới I.

## Biến thể
MoS 27
MoS 29
MoS 30
MoS 30bis

## Quốc gia sử dụng
Bỉ
- Không quân Bỉ

 Pháp
- Không quân Pháp

 Nhật Bản
 Perú
- Không quân Peru

 Liên Xô
- Không quân Liên Xô

 Thụy Sĩ
- Không quân Thụy Sĩ

 Hoa Kỳ
- Lực lượng Viễn chinh Hoa Kỳ

## Tính năng kỹ chiến thuật

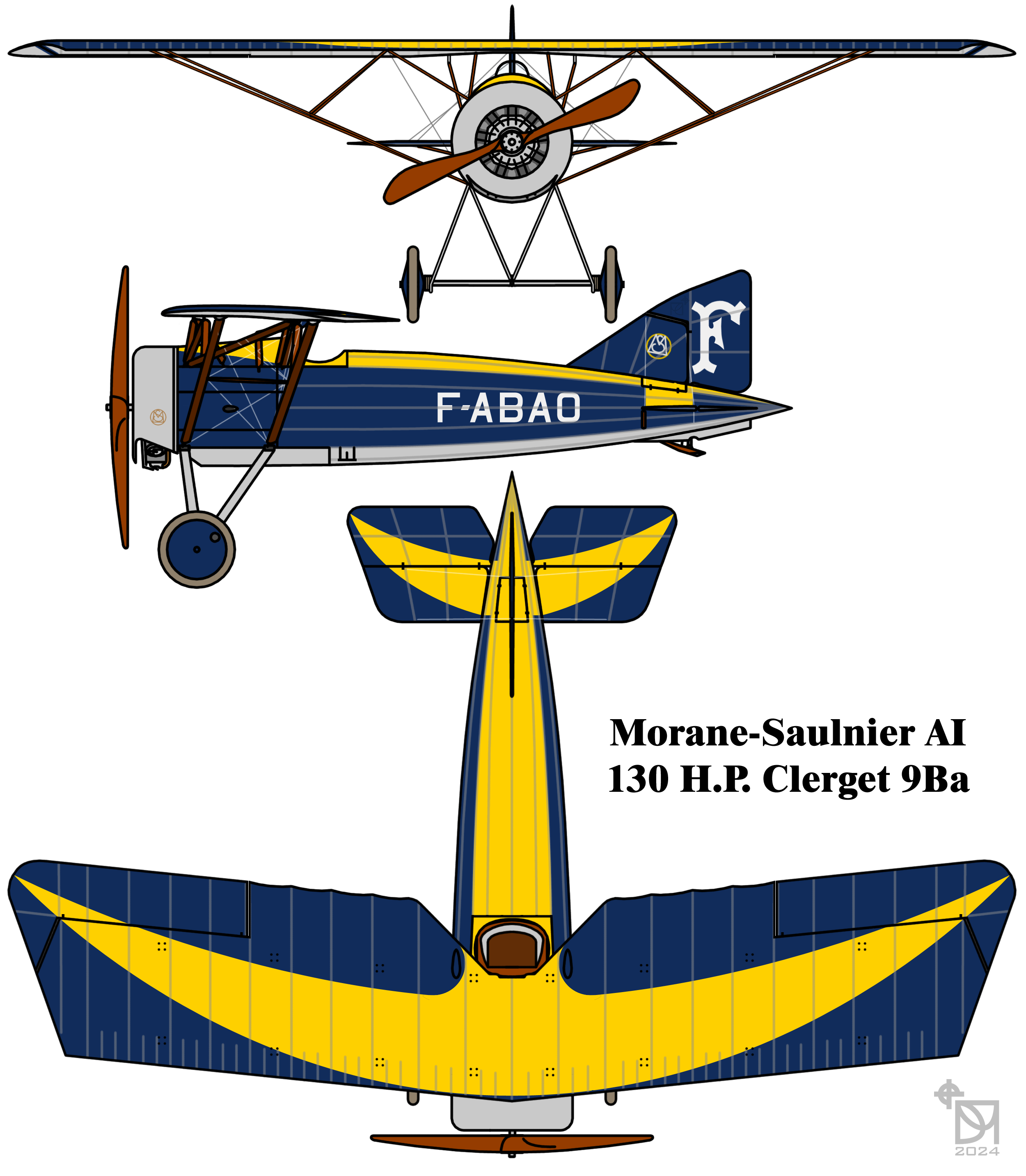
Morane-Saulnier MS.30E.1 / AI

Dữ liệu lấy từ War Planes of the First World War: Volume Five Fighters
Đặc điểm tổng quát
- Kíp lái: 1
- Chiều dài: 5.65 m (18 ft 6⅜ in)
- Sải cánh: 8.51 m (27 ft 11 in)
- Chiều cao: 2.40 m (7 ft 10¼ in)
- Diện tích cánh: 13.39 m2 (144.1 ft2)
- Trọng lượng rỗng: 421 kg (926 lb)
- Trọng lượng có tải: 649 kg (1.428 lb)
- Powerplant: 1 × Gnome Monosoupape 9N, 112 kW (150 hp) mỗi chiếc

Hiệu suất bay
- Vận tốc cực đại: 225 km/h (140 mph)
- Thời gian bay: 1 giờ  45 phút
- Trần bay: 7.000[3] m (22.965 ft)
- Vận tốc lên cao: 8,3 m/s (500[4] ft/phút)

Vũ khí trang bị
- 1 Súng máy Vickers 7,7mm (0.303-in)